# Cratere Duse
Duse  è un cratere sulla superficie di Venere. È intitolato ad Eleonora Duse (1858-1924), attrice italiana. 